# Pàtara
Pàtara (en grec antic: Πάταρα) va ser una ciutat de l'antiga Grècia situada a la regió de Lícia. Era un port comercial no gaire lluny de la desembocadura del riu Xantos.
Segons la tradició la va fundar Pàtar, fill d'Apol·lo, i tenia un oracle dedicat a aquest déu, el segon més famós després del de Delfos. Segons Estrabó, Ovidi i altres, l'oracle s'anomenava d'Apol·lo Patareu. Heròdot diu que l'oracle era interpretat per una sacerdotessa i es podia consultar només en uns períodes determinats de l'any. Segons els antics, havia estat un establiment fenici que posteriorment havia estat colonitzat per doris de Creta.
No va ser una ciutat important fins a l'època hel·lenística. Al segle iii aC, segons Estrabó, Ptolemeu II Filadelf (284-246 aC) la va engrandir i li va donar el nom d'Arsínoe per la seva esposa Arsínoe II, però va recuperar més tard el de Pàtara. Sota els romans va ser una de les principals ciutats de Lícia, i és esmentada per diversos autors. A la caiguda de l'Imperi era seu de bisbes, que apareixen a les actes d'alguns concilis.
De les seves ruïnes (en turc anomenades Patera) destaca el teatre, construït en temps d'Antoní Pius.